# Лија Кернс
Лија Кернс (енгл. Leah Cairns; Норт Ванкувер, 2. јун 1974) канадска је глумица. Најпознатија је по улози Маргарет Рејстрак Едмондсон, пилота раптора у серији Сај-Фај канала Свемирска крстарица Галактика (енгл. Battlestar Galactica).